# Fuling

Lage des Stadtbezirks Fuling im Gebiet Chongqings

Fuling (chinesisch 涪陵区, Pinyin Fúlíng Qū) ist ein südwestchinesischer Stadtbezirk der regierungsunmittelbaren Stadt Chongqing. Bei Volkszählungen in den Jahren 2000 und 2010 wurden in Fuling 1.134.080 bzw. 1.066.714 Einwohner gezählt. Seine Fläche beträgt 2.941,46 km².
Durch den Dreischluchten-Stausee wurde vor der Stadt die Felsinsel der „Weiße Kranichstein“ (1600 m lang, ca. 25 m breit) überflutet. Zum Schutz der eingemeißelten 163 Gedichte, 14 Fische und mit den hydrologischen Daten der niedrigsten Wasserstände der letzten 1000 Jahre (die antike hydrologische Station Beiheliang, besterhaltene hydrolog. Station der Welt), wurde von 2004 bis 2008 ein „Museum unter dem Wasser“ für 14 Mio. € gebaut.